# Zwartborsttangare
De zwartborsttangare (Stilpnia nigrocincta synoniem: Tangara nigrocincta) is een zangvogel uit de familie Thraupidae (tangaren). 

## Verspreiding en leefgebied
Deze soort komt voor van zuidoostelijk Colombia tot zuidelijk Venezuela, Guyana, noordelijk Bolivia en westelijk Brazilië.